# アリラン
『アリラン』（朝鮮語: 아리랑、阿里郎）は、朝鮮民謡。キキョウを掘る娘を歌った『トラジ』とともに朝鮮半島内外で最も有名なものの一つで韓国では第二の国歌としての位置づけである。明るいメロディーのトラジと哀調を帯びたアリランは朝鮮民謡の代表作と言える。
韓国の文化体育観光部は、アリランを「韓国の100のシンボル」に選定している。

## 概説
歌詞に歌われているアリラン峠は伝説上のもので、朝鮮半島各地にある同名の峠はこの歌にちなみ、後から地名としてつけられたものと考えられる。アリランという単語の語源は、キム・ジヨンの『我離郎・我離娘、我耳聾、我難離、阿娘、兒郞偉、閼英』の6説が基本説といわれている。その後、高権三の「唖耳聾」説、李丙燾の「樂浪」説、梁柱東「アリ嶺」説をはじめ、沈載德、丁益燮、任東權、崔載億、元勳義などの独立初期の研究者・学者がこれらの説の研究をさらに深め、現在も多くの語源説が発表されているが、未だ決定的な説はない。
歌の起源は高麗王朝末期に江原道旌善郡で歌われたものとするものもあれば、咸鏡道地方の農民歌からとするものもあるが、日本統治時代の1926年に公開された映画「アリラン」の主題歌として全土に広まったものと考えられる。珍島アリランや密陽アリラン等、地域により様々なバージョンがあるが、一般的によく知られているものは京畿アリランである。多くは三拍子であるが、中には四拍子のバージョンや3拍‐2拍の変拍子風のもの、日本の追分節のように拍子が明確でないものもある。
アリランは元々楽譜化されていなかったものだった。初めて楽譜化（採譜）したのは、アメリカ人宣教師・言語学者・史学者のホーマー・ハルバートで、1896年2月に出版された『朝鮮留記』内にある「KOREAN VOCAL MUSIC」に記載されている。その中で「いつ、どこでも聞くことができる歌で、数多く即興曲に置き換えられたために、どれほどあるか明らかではないが、後半部分は同じである」と記載している。
韓国などで、ときには4拍子にアレンジされてサッカーの応援歌になったり、さまざまな所で歌われている。オリンピックやアジア大会などの国際ゲームで南北合同行進のときなどに流れることもある。1988年ソウルオリンピックでは表彰式で使用され、2018年の平昌オリンピック・パラリンピックでは、OBS提供の国際映像におけるBGMとして用いられた。朝鮮民謡の主題による変奏曲はアリランをベースにしている。北朝鮮のマスゲームの主題もアリランであり、女性歌手の独唱が披露される。
なお、アリランは本来3番までだが、北朝鮮では4番以降をつけ加える事もあり、その場合は金日成や金正日、朝鮮労働党を称える内容になることが多い。また、まったく別の曲であるが、「軍民アリラン」「強盛復興アリラン」など、アリランの名称をつけた曲も製作されている。
2012年、韓国のアリランが国際連合教育科学文化機関（ユネスコ）の無形文化遺産代表一覧表に記載された（代表一覧表への記載は、一般にはユネスコ無形文化遺産への登録と呼ばれる）。また2014年には、北朝鮮のアリランが韓国とは別件として代表一覧表に記載された。

## 京畿アリラン

### 原詞
1. 아리랑 아리랑 아라리요
아리랑고개로 넘어간다
나를 버리고 가시는 님은
십리(十里)도 못 가서 발병(-病)난다
2. 아리랑 아리랑 아라리요
아리랑 고개로 넘어간다
청천(靑天)하늘엔 별도 많고
우리네 가슴엔 꿈도 많다
3. 아리랑 아리랑 아라리요
아리랑 고개로 넘어간다
저기 저 산(山)이 백두산(白頭山)이라지
동지(冬至) 섣달에도 꽃만 핀다

### 日本語訳
1. アリラン アリラン アラリよ
アリラン峠を越えて行く
私を捨てて行かれる方は、
十里も行けずに足が痛む。
2. アリラン アリラン アラリよ
アリラン峠を越えて行く
青い空には小さな星も多く、
我々の胸には夢も多い。
3. アリラン アリラン アラリよ
アリラン峠を越えて行く
あそこのあの山が白頭山（朝鮮民族の霊峰）なんだね、
冬至師走でも花ばかり咲く。

- ここでいう「十里」とは、日本の1里（約4km）のことである。

## 主なカバー
日本
| 歌手名                           | 訳詞       | レコード会社     | 発売年 | 収録作品                                       |
| -------------------------------- | ---------- | ---------------- | ------ | ---------------------------------------------- |
| 金色仮面（小林千代子）           | 西條八十   | 日本ビクター     | 1931年 |                                                |
| 淡谷のり子・長谷川一郎（蔡奎燁） | 佐藤惣之助 | 日本コロムビア   | 1932年 |                                                |
| 菅原都々子                       | 大高ひさを | テイチク         | 1950年 |                                                |
| 佐賀直子                         | 藤間哲郎   | キング           | 1962年 |                                                |
| 西田佐知子                       | 水木かおる | 日本グラモフォン | 1965年 | シングル「異国の女」B面                        |
| 都はるみ                         |            | 日本コロムビア   | 1972年 | アルバム『夜来香〜オリエンタル・ムードを唄う』 |

## 朝鮮半島外への紹介
1983年のイタリアの国際児童音楽祭「第26回ゼッキーノ・ドーロ」では、韓国人姉妹がイタリア語歌詞の「アリラン」を歌唱し、イタリア国外歌曲部門の最優秀賞であるゼッキーノ銀貨賞を受賞した。イタリア語作詞はルチアーノ・ベレッタ (it:Luciano Beretta)ほかで、歌詞の内容は原曲とは異なっている。このコンクールの出場者は3歳から10歳までに限定されており、受賞当時は審査員も12歳以下に限定されていた。
朝鮮戦争に従軍し、その後、1971年まで東豆川市のキャンプ・ケーシー（英語: Camp Casey, South Korea）に駐屯したアメリカ陸軍第7歩兵師団では、1956年5月26日から「アリラン」を師団の公式行進曲として使用していた。これは李承晩大統領が朝鮮戦争における第7歩兵師団の戦功を称えて許可したものだった。

## アリランを巡る問題
2011年6月に中国政府がアリランをはじめとする朝鮮伝統民謡と風習を中国国家級非物質文化遺産（中国語: 中国国家级非物质文化遗产列表）1077に登録した。この件に対し、韓国にある「韓民族アリラン連合会」は抗議声明を出している。
中国は、アリランを国家無形文化遺産にする前から、少数民族である朝鮮族に対する融和策を実施しており、1987年には民族衣装を着た朝鮮族が人民元の2角紙幣（第二套人民幣分紙幣）で登場したのを皮切りに、北京オリンピックでは扇とチャングを利用した朝鮮族の民族舞踊が披露された。さらに、2009年には農楽舞が中国の国家無形文化財に登録されている他、朝鮮族の伝統儀礼や服装も同様に登録されている。
韓国政府はアリランを2012年にユネスコの無形文化遺産として登録するために、かねてから準備を進めていた矢先の出来事だったために、国内では自国の文化を奪われたという単純な感情だけでなく、「中国が中国国内の文化としてユネスコの無形文化遺産登録を狙っている」・「中国の韓国文化と歴史に対する侵害は、どんどん露骨になってきた」と見る警戒論が挙がった。韓国政府は「中国が自国に伝わる『アリラン』を自国内の文化遺産に指定したのであり、韓国の『アリラン』を自国のものとしたわけではない」と問題視しないとコメントしている。